# Premio Whitley
El Premio Whitley son un reconocimiento a las personas que lideran proyectos de conservación de la naturaleza en el Sur Global. Se llevan a cabo anualmente por el Fondo Whitley para la Naturaleza (WFN, por sus siglas en inglés, Whitley Fund for Nature). Los premios buscan reconocer las contribuciones sobresalientes a la conservación de la vida silvestre con un enfoque en proyectos de Asia, África y América Latina, llamando la atención internacional sobre el trabajo de individuos comprometidos con la conservación y las comunidades locales.
El premio otorga unas £40.000 (libras esterlinas) para apoyar la investigación, luego de la evaluación de un panel académico experto. Los premios implican un proceso de referencia, solicitud y entrevista. Además del aspecto financiero de los Premios Whitley, WFN también ofrece capacitación en medios y oratoria para permitir a los ganadores comunicar su trabajo de manera efectiva e inspirar más apoyo filantrópico.
Es uno de los premios de conservación más reconocidos y a menudo la prensa los llama "los Oscars Verdes". La ceremonia de premios Whitley, organizada por el patrocinador de WFN, la Princesa Real de Gran Bretaña, actualmente la Princesa Anne, se lleva a cabo anualmente en la Royal Geographical Society, generalmente en la primavera.
Establecida en 1994 por Edward Whitley, WFN ha donado £ 16 millones para apoyar el trabajo de 200 héroes ambientales locales que benefician a la vida silvestre y las comunidades en más de 80 países en todo el Sur Global.

## Objetivos
WFN busca:
- Encuentrar y financiar conservacionistas locales eficaces de países ricos en biodiversidad y pobres en recursos que encabecen el trabajo para generar un impacto duradero sobre el terreno.
- Apoyar la ampliación de proyectos exitosos basados en la ciencia y la participación de la comunidad.
- Impulsar el perfil nacional e internacional de los ganadores y fomentar la acción para abordar los graves desafíos que enfrenta la biodiversidad en todo el mundo.

WFN proporciona más financiación, además de la anual, a los ganadores del premio Whitley más exitosos para llevar sus proyectos al siguiente nivel y lograr un cambio duradero para las especies en peligro de extinción y sus hábitats. Las solicitudes solo están abiertas a los ganadores anteriores del premio Whitley que pueden solicitar subvenciones de manera competitiva cada año. El 55% de todos los ganadores anteriores del premio Whitley han ganado Financiamiento de continuación. Las propuestas son evaluadas por un panel de revisores expertos de una variedad de organizaciones científicas y de conservación que identifican los proyectos más atractivos. Este financiamiento se otorga a algunos de los conservacionistas más influyentes en su campo, lo que contribuye a un impacto medible ya sea a nivel de base o ahora a nivel nacional.

## Premio Whitley Oro
Cada año, se selecciona a un ganador anterior del Premio Whitley para recibir el Premio Whitley Oro en reconocimiento a su destacada contribución a la conservación. Los ganadores del Premio de Oro son defensores internacionales de la biodiversidad con la pasión y la ambición de difundir mensajes de conservación a una audiencia más amplia. El premio tiene un valor de £ 60,000 en financiamiento de proyectos por hasta dos años. Los ganadores de oro también se unen al panel de jueces de los premios Whitley y actúan como mentores de los nuevos ganadores durante la semana de los premios.

## Ganadores
Más de 200 conservacionistas de más de 80 países de Asia, África o América Latina han recibido un premio Whitley por su trabajo para proteger la vida silvestre, los hábitats y las comunidades.
Los ganadores anteriores incluyen: [actualizar]
| Ganadores                     | Países                         | Año  |  |
| ----------------------------- | ------------------------------ | ---- |  |
| Amanda Vincent                | Filipinas                      | 1994 |  |
| Josephine Andrews             | Madagascar                     | 1995 |  |
| Liza Gadsby                   | Nigeria                        | 1996 |  |
| Susanna Paisley               | Bolivia                        | 1997 |  |
| Claudio Sillero-Zubiri        | Etiopía                        | 1998 |  |
| Lynn Clayton                  | Indonesia                      | 1998 |  |
| Claudio Padua                 | Brasil                         | 1999 |  |
| Claudio Ciofi                 | Isla Komodo y Isla Rinca       | 1999 |  |
| Jenny Daltry                  | Antigua y Barbuda              | 1999 |  |
| Lindy Rodwell/Kerryn Morrison | Sudáfrica                      | 1999 |  |
| Shafqat Hussain               | Pakistán                       | 1999 |  |
| Patricia Moehlman             | Eritrea                        | 2000 |  |
| Gargi Banerji                 | India                          | 2000 |  |
| Daniela Hamidovic             | Croacia                        | 2000 |  |
| Pablo Bordino                 | Argentina                      | 2001 |  |
| Vu Thi Quyen                  | Vietnam                        | 2001 |  |
| Sean Privett                  | Sudáfrica                      | 2001 |  |
| Vivek Menon                   | India                          | 2001 |  |
| Alexander Peal                | Liberia                        | 2001 |  |
| Jenny Rouquette               | Madagascar                     | 2001 |  |
| Lourdes Mugica Valdés         | Cuba                           | 2002 |  |
| Lorena Calvo                  | Guatemala                      | 2002 |  |
| Carlos Soza                   | Guatemala                      | 2002 |  |
| Laury Cullen                  | Brasil                         | 2002 |  |
| John Mauremootoo              | Mauritius                      | 2002 |  |
| Kanchana Weerakoon            | Sri Lanka                      | 2002 |  |
| Silas Siakor                  | Liberia                        | 2002 |  |
| Dale Lewis                    | Zambia                         | 2003 |  |
| Victor Vera                   | Paraguay                       | 2003 |  |
| Raman Sukumar                 | India                          | 2003 |  |
| Jon Paul Rodríguez            | Venezuela                      | 2003 |  |
| Gregor MacLennon              | Perú                           | 2003 |  |
| Gustavo Kattan                | Colombia                       | 2003 |  |
| John Waithaka                 | Kenia                          | 2003 |  |
| Inés Hinojosa                 | Bolivia                        | 2003 |  |
| Achilles Byaruhanga           | Uganda                         | 2004 |  |
| Randall Arauz                 | Costa Rica                     | 2004 |  |
| Jargal Jamsranjav             | Mongolia                       | 2004 |  |
| Alifereti Tawake              | Fiji                           | 2004 |  |
| Ka Hsaw Wa                    | Myanmar                        | 2004 |  |
| Nashon Macokecha              | Tanzania                       | 2004 |  |
| Suherry Aprianto              | Indonesia                      | 2004 |  |
| Rodrigo Medellin              | México                         | 2004 |  |
| Charudutt Mishra              | India                          | 2005 |  |
| Romulus Whitaker              | India                          | 2005 |  |
| Andrés Novaro                 | Argentina                      | 2005 |  |
| Graham McCulloch              | Botsuana                       | 2005 |  |
| Nicole Auil                   | Belice                         | 2005 |  |
| Hem Baral                     | Nepal                          | 2005 |  |
| Didiher Chacón-Chaverri       | Costa Rica                     | 2005 |  |
| Alberto Gómez-Mejía           | Colombia                       | 2005 |  |
| Gonzalo Merediz-Alonso        | México                         | 2005 |  |
| Reginaldo Chayax              | Guatemala                      | 2005 |  |
| Richard Jenkins               | Madagascar                     | 2005 |  |
| Mowdudur Rahman               | Bangladés                      | 2005 |  |
| Hernan Diaz                   | Chile                          | 2005 |  |
| Zena Tooze                    | Nigeria                        | 2005 |  |
| Suprabha Seshan               | India                          | 2006 |  |
| Gerardo Ceballos              | México                         | 2006 |  |
| Zhigang Jiang                 | China                          | 2006 |  |
| Manfred Epanda Aime           | Camerún                        | 2006 |  |
| Dmitry Lisitsyn               | Rusia                          | 2006 |  |
| Dung Nguyen Thi Phuong        | Vietnam                        | 2006 |  |
| Sergei Bereznuk               | Rusia                          | 2006 |  |
| Patricia Majluf               | Perú                           | 2006 |  |
| Pedro Vaz Pinto               | Angola                         | 2006 |  |
| Alexander Arbachakov          | Rusia                          | 2006 |  |
| Nadav Shashar                 | Israel                         | 2006 |  |
| Raphael Kondwani              | Malawi                         | 2006 |  |
| Angela Cun                    | China                          | 2006 |  |
| Patterson Shed                | Micronesia                     | 2006 |  |
| Rignolda Djamaluddin          | Indonesia                      | 2006 |  |
| David Kuria                   | Kenia                          | 2006 |  |
| Mauro Lucherini               | Argentina                      | 2006 |  |
| Patricia Pinho                | Brasil                         | 2006 |  |
| Xianfeng Zhang                | China                          | 2006 |  |
| Luis Aguirre                  | Bolivia                        | 2007 |  |
| Guo Yu Min                    | China                          | 2007 |  |
| Fernando Trujillo             | Colombia                       | 2007 |  |
| Cristián Bonacic              | Chile                          | 2007 |  |
| Karen Aghababyan              | Armenia                        | 2007 |  |
| Sandra Bessudo                | Colombia                       | 2007 |  |
| Erika Cuellar                 | Bolivia                        | 2007 |  |
| Silvio Marchini               | Brasil                         | 2007 |  |
| Emilian Stoynov               | Bulgaria                       | 2007 |  |
| Bohdan Prots                  | Ucrania                        | 2007 |  |
| Lizette Siles                 | Bolivia                        | 2007 |  |
| Jorge Angulo-Valdés           | Cuba                           | 2007 |  |
| Biswajit Mohanty              | India                          | 2007 |  |
| Gustavo Chiaramonte           | Argentina                      | 2007 |  |
| Bibiana Vilá                  | Argentina                      | 2007 |  |
| Mirza Kusrini                 | Indonesia                      | 2007 |  |
| Archana Godbole               | India                          | 2007 |  |
| Brad Norman                   | India                          | 2007 |  |
| Hammerskjoeld Simwinga        | Zambia                         | 2007 |  |
| Xin Yang                      | China                          | 2008 |  |
| Rodrigo Hucke-Gaete           | Chile                          | 2008 |  |
| Deepak Apte                   | India                          | 2008 |  |
| Jean Wiener                   | Haití                          | 2008 |  |
| Liu Yi                        | China                          | 2008 |  |
| Ernesto Ráez-Luna             | Perú                           | 2008 |  |
| Marleny Rosales-Meda          | Guatemala                      | 2008 |  |
| Denny Kurniawan               | Indonesia                      | 2008 |  |
| Patrícia Medici               | Brasil                         | 2008 |  |
| Carlos Peres                  | Brasil                         | 2008 |  |
| Rebecca Pradhan               | Bután, India                   | 2008 |  |
| Cagan Sekercioglu             | Turquía                        | 2008 |  |
| Pruthu Fernando               | Sri Lanka                      | 2009 |  |
| Gladys Kalema-Zikusoka        | Uganda                         | 2009 |  |
| Madhusudan                    | India                          | 2009 |  |
| Jittin Ritthirat              | Tailandia                      | 2009 |  |
| Emil Todorov                  | Bulgaria                       | 2009 |  |
| Leonard Akwany                | Kenia                          | 2009 |  |
| Sudipto Chatterjee            | India                          | 2009 |  |
| Ravi Corea                    | Sri Lanka                      | 2009 |  |
| Supraja Dharini               | India                          | 2009 |  |
| Dino Martins                  | Kenia                          | 2009 |  |
| Ángela Maldonado              | Colombia                       | 2010 |  |
| Mathew Akon                   | Papua Nueva Guinea             | 2010 |  |
| Diego Amorocho                | Colombia                       | 2010 |  |
| Susana González               | Uruguay                        | 2010 |  |
| Pablo Borboroglu              | Argentina                      | 2010 |  |
| Vadim Kirilyuk                | Rusia                          | 2010 |  |
| Jimmy Muheebwa                | Uganda                         | 2010 |  |
| Louis Nkembi                  | Camerún                        | 2010 |  |
| Igor Prokofyev                | Rusia                          | 2011 |  |
| Luis Rivera                   | Argentina                      | 2011 |  |
| Ramana Athreya                | India                          | 2011 |  |
| Elena Bykova                  | Uzbekistán                     | 2011 |  |
| Jana Bedek                    | Croatia                        | 2011 |  |
| Rachel Graham                 | Belice                         | 2011 |  |
| Hotlin Ompusunggu             | Borneo, Indonesia              | 2011 |  |
| Rodrigo Medellin              | México                         | 2012 |  |
| Dami Buchori                  | Indonesia                      | 2012 |  |
| Josia Razafindramanana        | Madagascar                     | 2012 |  |
| Carlos Vasquez Almazan        | Guatemala                      | 2012 |  |
| Ir Budiono                    | Indonesia                      | 2012 |  |
| Lisel Alamilla                | Belice                         | 2012 |  |
| Joanna Alfaro Shigueto        | Perú                           | 2012 |  |
| Bernal Rodríguez Herrera      | Costa Rica                     | 2012 |  |
| Inza Koné                     | Cote d'Ivoire                  | 2012 |  |
| Cagan Sekercioglu             | Turquía                        | 2013 |  |
| John Kahekwa                  | República Democrática de Congo | 2013 |  |
| Zafer Kizilkaya               | Turquía                        | 2013 |  |
| Aparajita Datta               | India                          | 2013 |  |
| Daniel Letoiye                | Kenia                          | 2013 |  |
| Zahirul Islam                 | Bangladés                      | 2013 |  |
| Ekwoge Abwe                   | Camerún                        | 2013 |  |
| Eugene Simonov                | China, Mongolia, Rusia         | 2013 |  |
| Shivani Bhalla                | Kenia                          | 2014 |  |
| Stoycho Stoychev              | Bulgaria                       | 2014 |  |
| Fitry Pakiding                | Indonesia                      | 2014 |  |
| Mónica González               | Ecuador                        | 2014 |  |
| Melvin Gumal                  | Malasia                        | 2014 |  |
| Tess Gatan Balbas             | Filipinas                      | 2014 |  |
| Luis Torres                   | Cuba                           | 2014 |  |
| Paula Kahumbu                 | Kenia                          | 2014 |  |
| Jean Wiener                   | Haití                          | 2014 |  |
| Ananda Kumar                  | India                          | 2015 |  |
| Arnaud Desbiez                | Brasil                         | 2015 |  |
| Inaoyom Imong                 | Nigeria                        | 2015 |  |
| Jayson Ibañez                 | Filipinas                      | 2015 |  |
| Panut Hadisiswoyo             | Indonesia                      | 2015 |  |
| Pramod Patil                  | India                          | 2015 |  |
| Rosamira Guillen              | Colombia                       | 2015 |  |
| Dino Martins                  | Kenia                          | 2015 |  |
| Hotlin Ompusunggu             | Borneo, Indonesia              | 2016 |  |
| Alexander Rukhaia             | Georgia                        | 2016 |  |
| Farwiza Farhan                | Indonesia                      | 2016 |  |
| Gilbert Baase Adum            | Ghana                          | 2016 |  |
| Juliette Velosoa              | Madagascar                     | 2016 |  |
| Karau Kuna                    | Papúa Nueva Guinea             | 2016 |  |
| Muhammad Ali Nawaz            | Pakistán                       | 2016 |  |
| Makala Jasper                 | Tanzania                       | 2016 |  |
| Zafer Kizilkaya               | Turquía                        | 2017 |  |
| Ximena Vélez Liendo           | Bolivia                        | 2017 |  |
| Alexander Blanco              | Venezuela                      | 2017 |  |
| Ian Little                    | Sudáfrica                      | 2017 |  |
| Purnima Barman                | India                          | 2017 |  |
| Sanjay Gubbi                  | India                          | 2017 |  |
| Indira Lacerna-Widmann        | Filipinas                      | 2017 |  |
| Dominique Bikaba              | República Democrático de Congo | 2018 |  |
| Munir Virani                  | Kenia                          | 2018 |  |
| Kerstin Forsberg              | Perú                           | 2018 |  |
| Shahriar Caesar Rahman        | Bangladés                      | 2018 |  |
| Anjali Chandraraj Watson      | Sri Lanka                      | 2018 |  |
| Olivier Nsengimana            | Ruanda                         | 2018 |  |
| Pablo Borboroglu              | Argentina                      | 2018 |  |
| Vatosoa Rakotondrazafy        | Madagascar                     | 2019 |  |
| José Sarasola                 | Argentina                      | 2019 |  |
| Caleb Ofori-Boateng           | Ghana                          | 2019 |  |
| Nikolai Petkov                | Bulgaria                       | 2019 |  |
| Ilena Zanella                 | Costa Rica                     | 2019 |  |
| Wendi Tamariska               | Indonesia                      | 2019 |  |
| Jon Paul Rodríguez            | Venezuela                      | 2019 |  |
| Abdullahi Hussein Ali         | Kenia                          | 2020 |  |
| Gabriela Rezende              | Brasil                         | 2020 |  |
| Phuntsho Thinley              | Bután                          | 2020 |  |
| Jeanne Tarrant                | Sudáfrica                      | 2020 |  |
| Rachel Ashegbofe Ikemeh       | Nigeria                        | 2020 |  |
| Yokyok "Yoki” Hadiprakarsa    | Borneo, Indonesia              | 2020 |  |
| Patrícia Medici               | Brasil                         | 2020 |  |
| Lucy Kemp                     | Sudáfrica                      | 2021 |  |
| Pedro Fruet                   | Brasil                         | 2021 |  |
| Nuklu Phom                    | India                          | 2021 |  |
| Kini Roesler                  | Argentina                      | 2021 |  |
| Iroro Tanshi                  |                                | 2021 |  |
| Sammy Safari                  | Kenia                          | 2021 |  |
| Paula Kahumbu                 | Kenia                          | 2021 |  |